# Tourrette-Levens
Tourrette-Levens – miejscowość i gmina we Francji, w regionie Prowansja-Alpy-Lazurowe Wybrzeże, w departamencie Alpy Nadmorskie.
Według danych na rok 1990 gminę zamieszkiwały 3412 osoby, a gęstość zaludnienia wynosiła 207 osób/km² (wśród 963 gmin regionu Prowansja-Alpy-W. Lazurowe Tourrette-Levens plasuje się na 179. miejscu pod względem liczby ludności, natomiast pod względem powierzchni na miejscu 568.).
- Entarticom, la vie économique de Tourrette-Levens